# Azzoni (calciatore)
Alfio Azzoni (fl. XX secolo) è stato un calciatore italiano, di ruolo centrocampista.

## Carriera
Disputa 12 gare con il Mantova nei campionati di Prima Divisione 1922-1923 e Prima Divisione 1925-1926.